# Лагузова, Зинаида Евграфовна
Зинаи́да Евгра́фовна Ла́гузова (в замужестве Смирнова, 1923 — 2003) — доярка колхоза «Горшиха» (село Медягино, Ярославский район Ярославской области). Герой Социалистического Труда (1949).

## Биография
Евдокия Григорьевна — мать Зинаиды Евграфовны — отработала на Медягинской ферме 12 лет; была одной из участниц Всесоюзной сельскохозяйственной выставки 1938 года, на которой колхоз «Горшиха» был награждён орденом «Знак Почёта». Зинаида, будучи школьницей, часто помогала ей ухаживать за животными: кормила, поила, чистила, пробовала доить.
С началом Великой Отечественной войны Лагузова, закончившая 7 классов, но вынужденная отказаться от поступления в медучилище в Ярославле, стала работать в полеводческой бригаде. Когда же заболела мать, Зинаиде, переведённой на ферму, передали её группу коров.
В 1947 году Зинаида Евграфовна надоила в среднем от каждой коровы своей группы по 3704 кг молока. Указом Президиума Верховного Совета СССР от 16 сентября 1948 года она была награждена орденом Трудового Красного Знамени, тогда З. Е. Лагузова приняла обязательство на 1948 год — надоить от коровы не менее 5000 кг молока. И это ей удалось — результат составил 5078 кг. Указом Президиума Верховного Совета СССР от 11 июня 1949 года вместе с доярками Ольгой Ивановной Абросимовой и Ольгой Петровной Сергеевой ей было присвоено звание Героя Социалистического Труда.
В последующие годы доярка продолжала добиваться высоких показателей, но, выйдя замуж, переехала к мужу в Ярославль, где работала асфальтировщицей треста «Спецстроймеханизация».